# Öffentlicher Zweck
Beim öffentlichen Zweck handelt es sich um einen unbestimmten Rechtsbegriff aus dem deutschen Kommunalrecht, wonach die Kommunen verpflichtet sind, das Wohl ihrer Einwohner im Rahmen der kommunalen Daseinsvorsorge zu fördern.

## Allgemeines
Als öffentlicher Zweck sind beispielsweise anerkannt die Sicherung des Eigenbedarfs der Gemeinde sowie ihrer Einwohner, des ortsansässigen Gewerbes und der Industrie mit öffentlichen Versorgungs- und Dienstleistungen (Daseinsvorsorge), die Bereitstellung der öffentlichen Infrastruktur, die kommunale Siedlungspolitik mit dem Ziel einer Wohnungsversorgung für breite Schichten der Bevölkerung, städtebauliche Entwicklungs- und Sanierungsmaßnahmen, Unterstützung der Wirtschaftsförderung, Berücksichtigung sozialer Belange der Leistungsempfänger oder die Beseitigung sozialer und sonst unzuträglicher Missstände. Öffentlicher Zweck liegt auch dann vor, sogar wenn damit keine Daseinsvorsorge betrieben wird; im sozialen Rechtsstaat können die Gemeinden im öffentlichen Interesse zahlreiche und vielgestaltige Aufgaben übernehmen, die durch den öffentlichen Zweck gedeckt sind. Es genügt, dass die Betätigung für den öffentlichen Zweck objektiv erforderlich im Sinne von vernünftigerweise geboten ist.

## Rechtsfragen
Nach Art. 28 Abs. 2 GG sind alle Angelegenheiten der örtlichen Gemeinschaft geschützt. Das sind diejenigen Bedürfnisse und Interessen, die in der örtlichen Gemeinschaft wurzeln oder auf sie einen spezifischen Bezug haben. Materielles Kriterium sei der spezifische Bezug der Aufgabe zu solchen Bedürfnissen und Interessen, die den Gemeindeeinwohnern gemeinsam seien und sich aus ihrem Zusammenleben in der (politischen) Gemeinde ergäben. Garantiert ist dabei nicht nur der Aufgabenbereich, sondern auch die Befugnis, in diesem Bereich die Geschäfte eigenverantwortlich zu führen. Diese Selbstverwaltungsgarantie bedarf der Ausgestaltung und Formung durch den Gesetzgeber. Dem Gesetzgeber wird durch den Kernbereich der Selbstverwaltungsgarantie eine Grenze gezogen, doch ist er auch außerhalb des Kernbereichs nicht gänzlich frei. Diese Aufgaben können die Kommunen innerhalb ihrer verfassungsrechtlich garantierten kommunalen Selbstverwaltung entweder selbst oder durch Gründung kommunaler Unternehmen mit wirtschaftlicher Betätigung erfüllen. Worin die Kommunen eine Förderung des allgemeinen Wohls ihrer Einwohner erblicken, ist hauptsächlich der Anschauung ihrer maßgebenden Organe überlassen und hängt von den örtlichen Verhältnissen, finanziellen Möglichkeiten, Bedürfnissen der Einwohner und anderen Faktoren ab.
Bei der Prüfung des „öffentlichen Zwecks“ im Verwaltungsprozess ist zunächst darauf abzustellen, welche Aufgaben die Gemeinden üblicherweise erfüllen. Hierzu hat das Oberverwaltungsgericht Münster jüngst entschieden, dass als öffentlicher Zweck jeder im Aufgabenbereich der Gemeinde liegende Gemeinwohlbelang anzusehen sei, so dass lediglich die Gewinnerwirtschaftung als öffentlicher Zweck ausgeschlossen wäre. Der Begriff des „Erforderns“ sei nicht im Sinne von Unausweichlichkeit zu verstehen, sondern es genüge, dass die Betätigung für den öffentlichen Zweck vernünftigerweise geboten sei. Insoweit habe jedoch die Gemeinde einen gewissen Beurteilungsspielraum. Denn der Entscheidung über die Aufnahme der Betätigung würden wertende und prognostische Elemente innewohnen, die von einem Gericht nicht uneingeschränkt kontrolliert werden könnten. Die Entscheidung der sich betätigenden Gemeinde, dass der von ihr verfolgte öffentliche Zweck die Betätigung „erfordert“, könne daher nur auf grobe Fehleinschätzungen hin überprüft werden. Die ausdrückliche Anerkennung eines weitreichenden Spielraums für die Gemeinde beim „Erfordern“ und die dementsprechend limitierte Kontrollmöglichkeit durch die Verwaltungsgerichte reflektiert die verwaltungsrechtliche Behandlung dieses unbestimmten Rechtsbegriffs.

## Dringender öffentlicher Zweck
Für kommunale Betätigungen musste in Nordrhein-Westfalen bis Dezember 2010 sogar ein „dringender öffentlicher Zweck“ vorliegen. Nicht jede öffentlich wünschenswerte Betätigung, sondern nur solche durften als Betätigung von den Kommunen verfolgt werden, die einem erhöhten öffentlichen Interesse in der Daseinsvorsorge gerecht wurden. Mit dem Erfordernis eines „dringenden“ öffentlichen Zwecks (§ 107 Abs. 1 Satz 1 Nr. 1 GemO NRW a.F.) sollten erhöhte Anforderungen an die Zulässigkeit einer Betätigung gestellt werden. Nach der Begründung Regierungsentwurfs musste sich die Gemeinde verstärkt mit der Frage auseinandersetzen, ob der mit der wirtschaftlichen Betätigung verfolgte öffentliche Zweck tatsächlich so dringend ist, dass eine eigene wirtschaftliche Betätigung erforderlich war. Dringend ist der öffentliche Zweck, wenn er eine Konzentration auf solche Betätigungen bewirkt, für die tatsächlich ein erhöhtes öffentliches Bedürfnis besteht. Seit der Liberalisierung der Gemeindeordnung gilt nunmehr wieder die einfache Zweckbindung eines „öffentlichen Zwecks“.

## Grenzen des öffentlichen Zwecks
Der zu beachtende Kernbereich kommunaler Aktivitäten ist kein festgelegter Aufgabenbestand, sondern der Grundsatz der Universalität. Gemeinden können sich allen Angelegenheiten der örtlichen Gemeinschaft, die nicht durch Gesetz bereits anderen Trägern öffentlicher Verwaltung übertragen sind, ohne besondere Kompetenzzuweisung annehmen. Wenn die Aufgabe jedoch keinen oder keinen relevanten örtlichen Charakter besitzt, fällt sie aus dem Gewährleistungsbereich des Art. 28 Abs. 2 GG heraus. Das BVerfG hat in seiner bisher zitierten „Rastede-Entscheidung“ jedoch den Begriff des öffentlichen Zwecks dynamisiert, in dem es sowohl die zeitliche Entwicklung als auch örtliche Individualitäten nicht außer Acht lassen möchte: „Es liegt auf der Hand, dass diese Angelegenheiten keinen ein für allemal feststehenden Aufgabenkreis bilden; ebenso ist deutlich, dass dieser auch nicht für alle Gemeinden unerachtet etwa ihrer Einwohnerzahl, flächenmäßigen Ausdehnung und Struktur gleich sein kann.“ Im Grunde handelt es sich bei der Auslegung des öffentlichen Zwecks um eine Frage sachgerechter Kommunalpolitik, die in starkem Maße von Zweckmäßigkeitsüberlegungen bestimmt wird.
Einer Gemeinde ist eine wirtschaftliche Betätigung durch Gründung privatwirtschaftlich organisierter kommunaler Unternehmen nur dann gestattet, wenn sie der Erfüllung ihrer Aufgaben dienen, sie in ihrer Leistungsfähigkeit nicht überfordern, ein öffentlicher Zweck vorliegt und die Aufgabe nicht durch andere wirtschaftlicher erfüllt werden kann (z. B. § 107 Abs. 1 Satz 3 GemO NRW). Ein öffentlicher Zweck liegt allerdings dann nicht vor, wenn die Gewinnerzielung das einzige Ziel ist, mit dem ein kommunales, privatrechtlich organisiertes Unternehmen betrieben wird. Mit dem „öffentlichen Zweck“ ist ein kommunales Unternehmen nicht vereinbar, dessen ausschließlicher oder vorrangiger Zweck Gewinne sind. „Rein erwerbswirtschaftlich-fiskalische Unternehmen sind den Gemeinden untersagt“, wenn kein Bezug zu ihren öffentlichen Aufgaben besteht. Das gilt auch dann, wenn die Gewinnerzielung der Entlastung des Gemeindefinanzhaushalts und der Finanzierung anderer Gemeindeaufgaben dient. Die Gemeinde darf – wegen des Wirtschaftlichkeitsgrundsatzes – auch keine wirtschaftlichen Unternehmen schaffen, die am Bedarf vorbeigehen. Daher sind, auf längere Sicht gesehen, sowohl Unter- als auch Überkapazitäten zu vermeiden.